# ماغي رودريغيز
ماغي رودريغيز (بالإنجليزية: Maggie Rodriguez)‏ هي صحفية أمريكية، ولدت في 12 ديسمبر 1969 في ميامي في الولايات المتحدة.

## وصلات خارجية
- ماغي رودريغيز على موقع IMDb (الإنجليزية)